# Alcova (Stati Uniti d'America)
Alcova è un census-designated place degli Stati Uniti d'America, situato nella Contea di Natrona nello stato del Wyoming. Nel censimento del 2010 la popolazione era di 76 abitanti. Appartiene all'area metropolitana di Casper.

## Geografia fisica
Secondo i rilevamenti dell'United States Census Bureau, la località di Alcova si estende su una superficie di 3,27 km² (1,26 mi²).

## Popolazione
Secondo il censimento del 2000, ad Alcova vivevano 20 persone, passate a 76 nel 2010.